# Favull
El favull (bord, pla o de moro) o tapissot (Lathyrus ochrus) és una espècie de plantes herbàcies mediterrànies de la família de les fabàcies.